# Ivan Šaponjić
Ivan Šaponjić (Nova Varoš, 1997. augusztus 2. –) szerb korosztályos válogatott labdarúgó, a Diósgyőri VTK játékosa.

## Pályafutása
2025. január 30-án a Slovan Bratislavától szerződése lejárta után ingyen igazolta le a magyar Fehérvár csapata. Június 25-én a Diósgyőri VTK szerződtette.

## Sikerei, díjai

### Klub
- Partizan
  - Szerb bajnok: 2014–15

- Slovan Bratislava
  - Szlovák bajnok: 2021–22

### Válogatott
- Szerbia U20
  - U20-as labdarúgó-világbajnokság: 2015